# Южная Песъю
Южная Песъю (Большая Пёсья) — река в России, течёт по территории Удорского района Республики Коми. Левый приток реки Мезень.
Длина реки составляет 41 км.
Около устья ширина реки достигает 12 м, глубина — 0,8 м, дно песчаное.
Крупнейший приток — Северная Песъю, впадает справа на 5 км от устья.

## Данные водного реестра
По данным государственного водного реестра России относится к Двинско-Печорскому бассейновому округу, водохозяйственный участок реки — Мезень от истока до водомерного поста у деревни Малонисогорская. Речной бассейн реки — Мезень.
Код объекта в государственном водном реестре — 03030000112103000043285.